# Tréziers
Tréziers település Franciaországban, Aude megyében. Lakosainak száma 100 fő (2022. január 1.). Tréziers Lagarde, Moulin-Neuf, Corbières és Val-de-Lambronne községekkel határos.

## Népesség
A település népessége az elmúlt években az alábbi módon változott:
| Lakosok száma | 54   | 67   | 68   | 102  | 104  | 102  | 100  | 103  | 105  | 100  |
|               | 1968 | 1982 | 1990 | 2006 | 2013 | 2015 | 2017 | 2019 | 2020 | 2022 |